# Беляева, Елена Сергеевна
Еле́на Серге́евна Беляе́ва (род. 22 июля 1936) — советский и российский генетик, молекулярный биолог, лауреат Государственной премии РФ (2002) и премии имени Н. К. Кольцова РАН (2000).

## Биография
Родилась 22 июля 1936 года.
После окончания вуза работала в Институте цитологии и генетики СО АН СССР (РАН): младший, старший, главный научный сотрудник. С 1972 г. — в лаборатории молекулярной генетики ИЦиГ.
С 2011 г. — главный научный сотрудник в созданном на базе Отдела молекулярной и клеточной биологии ИХБФМ Институте молекулярной и клеточной биологии СО РАН.
С 1983 г. доктор биологических наук. Диссертация:
- Транскрипционно активные районы хромосом : диссертация … доктора биологических наук : 03.00.15. — Новосибирск, 1982. — 493 с. : ил.

Открыла специфический ген, контролирующий политенизацию (1998).

## Награды и звания
- Лауреат Государственной премии РФ (2002, в составе авторского коллектива) — за цикл работ «Организация генома и регуляция активности генов у эукариот».
- Лауреат премии имени Н. К. Кольцова РАН (2000, вместе с И. Ф. Жимулёвым и В. Ф. Семешиным)— за цикл работ «Молекулярно-генетическая организация политенных хромосом».
- Заслуженный деятель науки Российской Федерации (2008). Награждена медалью ордена «За заслуги перед Отечеством» II степени (1999).

## Сочинения
- Беляева Е. С., Алексеенко А. А., Мошкин Ю. М., Коряков Д. Е., Жимулев И. Ф. Генетический фактор, супрессирующий недорепликацию ДНК в политенных хромосомах Drosophila melanogaster// Генетика. 1998. Т.34. С. 1-9.
- Генетическая нестабильность и транспозиции мобильного элемента МДГ4 в мутаторной линии drosophila melanogaster / А. И. Ким, Е. С. Беляева, З. Г. Ларкина, М. М. Асланян // Генетика. — 1989. — Т.25, N 10. — С.17-47.